# جمهوری باتاو
جمهوری باتاو (در فرانسوی: République Batave؛ هلندی:Bataafse Republiek) حکومتی بود که در ۱۹ ژانویه ۱۷۹۵ پس از حمله ارتش فرانسه و پشتیبانی جمهوری اول فرانسه و انقلابیان هلندی جانشین جمهوری هلند شد. اما چندان نپایید و هرچند در آغاز نخستین جمهوری خواهر فرانسه خوانده می‌شد، در روزگار ناپلئون بناپارت بخشی از امپراتوری اول فرانسه شد و با تاج‌گذاری لویی بناپارت در ۵ ژوئن ۱۸۰۶ عمرش به سر آمد و جای خود را به پادشاهی هلند (۱۸۱۰–۱۸۰۶) داد.
نام جمهوری باتاو برگرفته از نام قبیله‌ٔ ژرمن باتاوها بود که هلندی‌ها آنان را نیاکان خود می‌دانستند و گزینش این نام از سر احساسات ملی‌گرایانه بود.